# 最后的格格
《最後的格格》（英語：The Last Princess），是北京拉風影視投資有限公司拍攝製作的古装愛情電視劇，此劇2008年首播。主演霍思燕、陳鍵鋒、嚴屹寬、孫興、唐寧。

## 演员表
- 霍思燕 饰 艾云香（配音：李世榮）
- 陈键锋 饰 温良玉（配音：陳　浩）
- 严屹宽 饰 方天羽（配音：金永钢）
- 孫　興 饰 沈世豪（配音：李立宏）
- 唐　寧 飾 李開心（配音：季冠霖）
- 程莉莎 饰 潘念如（配音：林　蘭）
- 陈秀丽 饰 花月容（配音：金　雁）
- 徐贵樱 饰 玉　琴（配音：林　蘭）
- 田振崴 饰 沈梓康（配音：姜广涛）
- 小刘佳 饰 方语嫣（配音：金　雁） / 百日红（配音：紀　元）
- 程思寒 饰 庞万山（配音：宣晓鸣）
- 高　磊 饰 明　九（配音：張　震）
- 鍾　亮 饰 周大宝（配音：姜广涛）
- 黑婧环 饰 春　紅（配音：金　雁）
- 沈保平 饰 傅　倫（配音：張　震）
- 周中和 饰 方青海（配音：張　磊）
- 趙　強 饰 刘公子
- 許　敏 饰 花妈妈（配音：林　蘭）
- 陸恩華 饰 宛　兒
- 蕭　薔 饰 鳳　英（配音：李世荣）
- 午　馬 饰 總　督
- 洪　欣 饰 慈　禧（配音：金　雁）
- 韩振华 饰 班　主（配音：程　寅）
- 宗峰岩 饰 景　壽（配音：姜广涛）
- 万美麟 饰 李　嫂
- 陈素芬 饰 墜　兒
- 陈秋芳 饰 踏　雪
- 王雯亭 饰 希　雅
- 閔　政 饰 導　演（配音：張　震）
- 衛　萊 饰 碧　荷（配音：紀　元）

## 外部連結
- 最后的格格 （页面存档备份，存于） 新浪网